# Drentsche patrijshond
Drentsche patrijshond er en jagthund af gruppen af stående hunde.